# العبودية الشعائرية

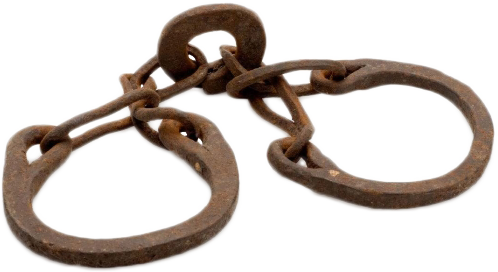

العبودية الشعائرية (نظام التروكوسي) هي إحدى الممارسات الموجودة في كل من «غانا»، و«توغو»، و«بنين» حيث إن المعابد الدينية التقليدية (التي يطلق عليها اسم المعابد الوثنية في غانا) تستخدم البشر، عادة ما تكون الفتيات البكر الشابات، في مقابل الحصول على خدمات أو من الناحية الدينية؛ في مقابل التكفيرعن الأفعال السيئة المزعومة لأحد أفراد الأسرة. تمارس قبيلة إيوي هذه الطقوس في دولتي غانا وتوغو في منطقة فولتا،  أما في دولة بنين، فتمارسها قبيلة الفون.
يخدم عبيد المعابد كلًا من الكهنة، وكبار السن، وأصحاب المعبد الديني التقليدي دون أجر أو أية موافقة منهم، حيث إن موافقة العائلة أو العشيرة قد تكون إلزامية. يشعر أولئك الذين يمارسون العبودية الشعائرية غالبًا أن الفتاة تخدم الإله أو آلهة المعابد وتتزوج من أحدهم.
إذا هربت إحدى الفتيات أو ماتت، يجب استبدالها بفتاة أخرى من العائلة نفسها. وتعد بعض الفتيات بسبب هذه العبودية بمثابة الفتاة الثالثة أو الرابعة في عائلتها التي تعاني من  الجريمة نفسها، وأحياناً من شئ بسيط مثل فقدان الممتلكات الزهيدة.
ما زالت تلك الممارسة قائمة في منطقة فولتا في غانا، على الرغم من كونها محظورة قانونيًا في عام 1998، كما أنه حكم بحد أدنى بالسجن لمدة ثلاث سنوات للإدانة. وفي داخل قبيلة الإيوي التي تمارس هذه الطقوس في غانا، تعرف الأنواع المختلفة من هذه الممارسة أيضًا باسم تروكوسي، وفياشيدي، ووريوكوي، مع كون «تروكوسي» هي أكثر هذه العبارات شيوعًا.تعرف هذه الممارسة في توغو وبنين باسم فودوزي ويعرف الضحايا عادةً في غانا بأنهم عبيد صنم؛ لأن آلهة الديانة التقليدية الأفريقية يُشار إليهم عادةً باسم الأوثان، إضافةً إلى أن الكهنة الذين يخدمونهم يُعرَفون بكهنة الأوثان.

## مُسميات أخرى
تروكوسي "Trokosi": هو الاسم العام الذي يُطلق عليه في غانا من جانب أنصارهذه الممارسة ومُعارضيها.
العبودية الشعائرية أوالتقليدية "Ritual or customary servitude ": هي المسميات التي يُطلق عليها في قانون غانا الذي يحظر هذه الممارسة.
فياشيدي  "Fiashidi": هو اسم آخر تستخدمه بعض المناطق في غانا.
ووريوكوي "Woryokwe ": هو اسم آخر تستخدمه بعض المناطق في غانا.
فودوزي " Vudusi" (أيضًا voodoosi ، voudousi ، vaudounsi ، voudounsi ، إلخ): هو الاسم العام المُستخدم في البلدان الناطقة بالفرنسية مثل توغو وبنين.
عبودية المعبد "Shrine slavery": هو مسمى غالباً ما تستخدمه المنظمات غير الحكومية لوصف الممارسة.
العبودية الوثنية " Fetish slavery": هو مسمى شائع يُستخدم في غانا، حيث يشير«الوثن» إلى ألوهية المعابد.
العبودية الهييرودلية "Hierodulic slavery": هو مسمى تستخدمه مجموعات مكافحة العبودية ويعني العبودية المقدسة أو الدينية.

## استخدام مصطلحات «العبودية» و «الرقيق» و «الاسترقاق»
تستخدم منظمات حقوق الإنسان والمنظمات غير الحكومية الأخرى عادة كلمات «العبودية» و «الرقيق» و «الاسترقاق» لكونها مصطلحات مفهومة بصورة شائعة تصف واقع هذه الممارسة. وتشير إلى أن الممارسة تفي بجميع تعريفات الاسترقاق المقبولة عمومًا. يقوم عبيد المعابد بتلبية خدمات غير تطوعية وغير مدفوعة الأجر. تتحكم المعابد بشكل كامل في حياة هؤلاء العبيد وباتت تتملك منهم.
يعترض أنصار نظام العبودية الشعائرية، مهما كانت مسمياتها، على هذا المصطلح، ولكن باستثناء المصطلحات الفنية، مثل: «تروكوسي»، و«فودوزي»، و«فياشيدي»، و«ووريوكوي»،  حيث تتمثل المشكلة في إيجاد مصطلح بديل مناسب. فقد قاموا في بعض الأحيان بمقارنة «التروكوسي» مع الملكات الأمهات التقليديات، مما يدل على الاحترام لهم، ولكن يزعم أحد ممثلي المنظمات غيرالحكومية أنه أجرى عدة مقابلات مع مئات المشاركين تُفيد بأن المشاركين أنفسهم يشعرون بالإهانة عند وصفهم بالملكات ويصرون على أنهم  كانوا ومازالوا مجرد عبيد.
تقول جوليانا دقبادزي، التي خدمت 17 عامًا كأحد عبيد التروكوسي، إنها كانت «عبدة لدى كاهن أوثان». كما أجرى سودجوي أدزوما دراسة حول هذه الممارسة في مناطق تونغو في غانا ووضع تعريفًا  للتروكوسي كـ «عبيد للآلهة»
يقول إيمانويل كواكو أكيمبونغ، وهو أحد مواطني غانا من جامعة هارفارد، إن كلمة "Tro" تعني «إله» و "Kosi" تستخدم في أوقات مختلفة لتعني إما «عبد» أو «عذراء» أو «زوجة» توضح أنيتا أبابيو، وهي محامية غانية أجرت أبحاثًا مكثفة حول هذه المسألة، أن كلمتي «أدناجبي وجا» وهي  «ووريوكوي» تأتي من "Wor" بمعنى العقيدة و "Yokwe"  أي العبد. هكذا تدعي، أن كلمة «ووريوكوي» تعني «عبد العقيدة».  كما يشير روبرت كوامي أمين، وهو يعمل بمجلة دراسات غانا، إلى أن  تروكوسي تُعد مؤسسة للعبودية.
كذلك، يدًّعي ستيفن أودي جادري، رئيس زمالة القضاء على التروكوسي في غانا وهو أيضاً من إحدى عائلات المعبد، أن التروكوسي تعني "عبيد آلهة المعابد".  يقول غادري: "على الرغم من ذلك، يُعرف التروكوسي باسم" زوجات الآلهة "، إلا أنهم يخدمون الكهنة وكبار السن في المعبد ويقومون بالمهام الصعبة جميعها، فضلاً عن كونهم شركاء جنسيين للكاهن".وأضاف قائلًا:"يعمل التروكوسي لدى الكاهن دون أجر أو أية مكافأة"، و"هو أحد أشكال العبودية".تذكر أنيتا أبابيو قائلة إن الوضع الاستعبادي للتروكوسي يتمثل في تأدية الواجبات الخاصة بالمعابد وهي تُعد دائمًا غير مدفوعة الأجر... للأسف بالنسبة لمعظم أفراد التروكوسي، يظل هؤلاء ملزمين ومقيدين بالطقوس التي تجعلهم مرتبطين أو متصلين بالمعبد طوال حياتهم. في الواقع، هذا يعني أن ضحايا العبودية الشعائرية يخضعون دائمًا لحقوق الملكية التي تُمارس عليهم. ثم استطردت حديثها بالاستشهاد بالمادة 7 من اتفاقية الأعراف والممارسات الشبيهة بالرق التي تنص على تعريف مصطلح الرقيق بأنه "الشخص الذي تُمارس عليه أية سلطة ناجمة عن حق الملكية أو جميعها". تقول أنجيلا دوامينا أباغاي، وهي محامية غانية، إن العبودية الشعائرية تُعد "مجرد استعباد ساذج"، ينتهك كل حق من حقوق الإنسان".  يُقر بعض الكهنة التقليديين أيضاً بأن التروكوسي ماهم إلا عبيد. فعلى سبيل المثال، اعترف توغبي أدزيماشي أدوكبو، وهوأحد كهنة المعابد، في لقاء مع هيئة الإذاعة البريطانية "بي بي سي"  في فبراير 2001، قائلًا: "نعم، الفتيات هن عبيدي. إنهن ملكٌ للمعبد الخاص بي".
فيما يتعلق بمسألة ما إذا كانت التروكوسي تعد أحد أشكال العبودية وما إذا كانت الإساءة الجنسية متضمنة فيها، تُستقطب الإجابات في اتجاهين. يتمثل الاتجاه الأول في دفاع بعض التقليديين عن النظام قائلين إنه ببساطة ممارسة ثقافية لبعض المعابد ويجب حماية هذه الحقوق. يدًّعي هؤلاء المدافعون أنه في حين حدوث حالات الاعتداء الجنسي، فإنه لا يوجد دليل على أن الاعتداء الجنسي أو البدني هو جزء متأصل أو منهجي من الممارسة. ووفقا لقولهم، إن الممارسة تحظر بشكل صريح على التروكوسي الانخراط في الاتصال الجنسي أوفي نشاطه. ويتمثل الاتجاه الآخر في منظمات غير حكومية تعمل مع أفراد التروكوسى الحاليين وغيرهم السابقين الذين تم تحريرهم. وقد سجل هؤلاء المعارضون لهذه الممارسة شهادات لمئات من أفراد التروكوسي السابقين (المحررين الآن) الذين يقولون إن الاعتداء الجنسي كان جزءاً منتظماً من قضاء وقتهم في المعبد، مصرحين بأن عدد الأطفال الذين ولدوا لهم يُنسبون إلى الكاهن، وكبار السن في المعبد شاهدين على ذلك. على الرغم من أن الجميع يدرك فعليًا أن الضحايا أنفسهم ليس لديهم الخيار أو التعبير عما بداخلهم، فإن ستيفن أوودي جادري يؤكد أن "كلا من آباء (هؤلاء الضحايا) والفتيات (أي الضحايا أنفسهم) ليس لديهم أي خيار

## الروابط الدينية
أجرى سيمون أباكسي بحثًا عن هذه الممارسة في غانا. ويقول إن العبودية الشعائرية تُعد جزءًا من الدين التقليدي الأفريقي في بعض الأماكن، ولكنها ليست ممارسة عالمية لهذا الدين.  تُمارَس أحد أشكال هذا الدين أيضًا في الهند ونيبال كجزء من الديانة الهندوسية، وباتت الأشكال المختلفة منه جزءًا من التقاليد الدينية القديمة التي تتجسد في التفاني في عبادة الآلهة والإلهات المختلفة. [بحاجة إلى مصدر] تختلف هذه الممارسة عن تقاليد الرهبنة المسيحية من الأساس؛ لأن المشارك في العبودية الشعائرية يكون مُجبرًا عليها، على النقيض من الرهبنة المسيحية حيث يكون المشارك فيها متطوعًا.

## الأسباب
هناك سببان رئيسيان لممارسة العبودية الشعائرية، والسبب الأكثر شيوعاً هو مبدأ الغفران. حيث تُقدم الفتاة إلى المزار أو المقام المقدس أو الآلهة كنوعٍ من «التضحية الحية»، وذلك لطلب المغفرة نتيجة ارتكاب أحد أفراد العائلة لجريمة ما، وذلك حسبما وصفها كاهن المقام الذي يدعو الآلهة أثناء التنجيم. تكون الفتاة هي المخلّص أو المنجي عند طلب الغفران، ويتجنب الجاني أو عائلته غضب الآلهة طالما بقيت الفتاة في القام المقدس أو تحت سلطته.
أما السبب الثاني لممارسة العبودية الشعائرية فهو الحصول على ثوابٍ من الآلهة لقاء خدمات يقدمها المقام إلى الشخص، وإرسال الفتيات إلى هناك هو الطريقة المتبعة في رد الجميل. فعلى سبيل المثال، تُرسل الفتاة إلى المقام لممارسة العبودية الشعائرية عندما ترزق عائلتها بطفل أو إن تعافى فردٌ ما.
يدعي مناصرو هذه العادة أن بعض المشاركين يختارون حياة العبودية الشعائرية طوعياً. لكن منظمات حقوق الإنسان تختلف مع هذه الادعاءات، لا تنفي المنظمات احتمال قيام بعض الأفراد طوعاً بممارسة العبودية الشعائرية–نظرياً على الأٌقل –لكنها توضح أنها لم تعثر على أي حالة كهذه.
كانت هذه الممارسات تتم في السر قديماً، ولم يجرؤ الناس على التحدث عنها خوفاً من غضب الآلهة. والتكتم عن الممارسة جعلها غير مفهومة أو واضحة بالنسبة للآخرين. وفي الآونة الأخيرة، أي منذ تسعينيات القرن الماضي، كشف مناهضو العنصرية والمدافعون عن حقوق الإنسان أسرار هذه الممارسة. وتحدث الإعلام عنها بشكل واسع، سواء في الصحف أو الراديو كما حصل في غانا.

## الأصل والتاريخ

### غانا
انتشرت العبودية الشعائرية في أفريقيا الغربية نتيجة الهجرات المتعددة للسكان. أشارت ساندرا غرين إلى تاريخ انتشار العبودية الشعائرية في غانا، ولاحظت أنها تعود لأواخر القرن الثامن عشر، وهو الوقت الذي أصبحت فيه قبيلة Sui شديدة القوة، وبدأت تطالب بالنساء مقابل أي خدمة تؤديها القبيلة. تدعى هذه الممارسة بـ «الاستبدال»، وبدأت في غانا في تلك الفترة. إن فرّت فتاة من المقام أو ماتت، فعلى عائلتها استبدالها بفتاة أخرى، ذلك هو مبدأ ممارسة الاستبدال.

## تاريخ مناهضة هذه الممارسة

### في فترة الاستعمار
في منتصف القرن الثامن عشر، حاول المبشرون المسيحيون من مدينة بريمن الألمانية محاربة هذه العادة وتخفيف حدتها، فقاموا بشراء حرية عدة أشخاصٍ من التروكوسي، وقاموا بتحويلهم إلى المسيحية.

### في ثمانينيات القرن العشرين
عادت الممارسة إلى الساحة من جديد عندما ظهر القس المعمداني (مارك ويزدم) على وسائل الإعلام الوطنية وتحدى النظام الغاني، في استجابة لما أسماه «الوحي الإلهي». حيث ادعى (ويزدم) رؤيته صورة نساءٍ مكبلات بالأغلال يطلبن مساعدته، وذلك عندما كان القس يصلي للرب.
ويدعي (ويزدم) أنه رأى لاحقاً النساء ذاتهن في إحدى بعثاته التبشيرية. حيث كانت النساء في أقفاص ضمن مقام ديني على جانب نهر الفولتا، وبدأ القس بمحاربة هذه الظاهرة علناً، وكتبت الصحف والمجلات أن القس لا يهاب رجال الدين في غانا.
ألف (ويزدم) كتاباً يخص هذه المسألة وأوجد حركة تحرير العبيد FESLIM، وكان عضواً فاعلاً في عدة حركات تحررية، لكن تصريحاته الجادة والحازمة التي أذاعتها وسائل الإعلام هي من أيقظ الوعي الوطني.

### تحريم الممارسة في غانا عام 1998
صاغت هيئة الإصلاح القانوني عام 1998 قانوناً يصنف «الخدمة الشعائرية» ضمن الجرائم. مُرر القانون بنجاح، وأصبحت عقوبة المتهم السجن لثلاث سنوات.